# Заболотько, Леонид Григорьевич
Леонид Григорьевич Заболотько (12 марта 1933, Новосибирск — 29 июня 2014, Димитровград, Ульяновская область) — передовик производства, экскаваторщик Навоийского горно-металлургического комбината. Герой Социалистического Труда (1977).

## Биография
Окончил училище механизации по специальности машинист экскаватора (1957).
В 1963—1983 годах работал в Северном рудоуправлении Навоийского горно-металлургического комбината.
В 1970 году выдвинул рационализаторское предложение по использованию ковша экскаватора с объёмом 10 кубов, что увеличило производительность труда. Был назначен бригадиром экскаваторщиков.
Бригада Леонида Заболотько, разработав 3065 кубических метров вместо запланированных трёх тысяч, первой на Учкудукском месторождении вышла в передовые. В 1977 году бригада перевыполнила годовой план, разработав 5 тысяч кубометров.
За выдающиеся достижения в трудовой деятельности Леонид Заболотько был удостоен в 1977 году звания Героя Социалистического Труда.
С 1983 года работал мастером производственного обучения в ПТУ. В 1993 году вышел на пенсию и переехал в Димитровград Ульяновской области.
Скончался 29 июня 2014 года. Похоронен в городе Димитровград на городском кладбище (квартал 33).

## Награды
- Герой Социалистического Труда — указом Президиума Верховного Совета СССР от 8 июня 1977 года
- Орден Ленина (1977)